# Hugo de la Calle
Hugo de la Calle Arango (Castrillón, 12 juli 2004) is een Spaans wielrenner.

## Carrière
Als tweedejaars junior werd De la Calle derde in het nationale kampioenschap tijdrijden, achter Ibai Azanza en Nil Aguilera.
In 2023 en 2024 behaalde De la Calle meerdere overwinningen en ereplaatsen in met name het Spaanse amateurcircuit. In juni 2024 werd hij nationaal kampioen op de weg bij de beloften, waarna hij door de Spaanse bond geselecteerd werd voor deelname aan de wegwedstrijd voor beloften op het Europese kampioenschap. In 2025 werd hij prof bij Burgos Burpellet BH. Zijn debuut voor de ploeg maakte hij in de Clàssica Camp de Morvedre.

## Overwinningen
2024
 Spaans kampioen op de weg, Beloften
2025
Jongerenklassement Ronde van Asturië

## Ploegen
- 2025 –  Burgos Burpellet BH